# أسرار أودولفو
أسرار أودولفو، (بالإنجليزية: The Mysteries of Udolpho)‏ هي الرواية الرابعة بقلم آن رادكليف، ونشرت في أربعة مجلدات في 8 مايو 1794 بواسطة جي جي وجاي روبنسون في لندن. دفعت لها الشركة 500 جنيه مقابل المخطوطة. ويقع العقد الآن في مكتبة جامعة فرجينيا. تتبع الرواية مغامرات إميلي سانت أوبيرت التي تواجه عدة مشاكل، مثل وفاة والدها، والرعب في قلعة مظلمة، ومكائد قاطع طريق إيطالي. تعتبر هذه القصة من الأنماط الأولى للرواية القوطية، إلى جانب رواية رادكليف الأخرى حكاية الغابة، ولعبت دورا بارزا في إلهام جين أوستن لروايتها دير نورثانجر، حيث ترى شابة حساسة أصدقاءها ومعارفها على شكل أشرار وضحايا قوطيين بعد قراءتها لرواية رادكليف.

## روابط خارجية
- أسرار أودولفو على موقع الموسوعة البريطانية (الإنجليزية)